# اتاکار شفچیک
اُتاکار شِـفچیک (چکی: Otakar Ševčík؛ ۲۲ مارس ۱۸۵۲ – ۱۸ ژانویه ۱۹۳۴) نوازندهٔ ویولن، کنسرت مایستر و مدرس برجستهٔ موسیقی اهل جمهوری چک بود.
او دانش‌آموختهٔ «کنسرواتوار پراگ» بود و دونوازی‌های‌اش با اوژن ایزایی، از شهرت به‌سزایی برخوردار است.
وی از سال ۱۹۰۹ تا ۱۹۱۸ میلادی، رئیس دانشگاه موسیقی و هنرهای نمایشی وین بود.
از شاگردان برجستهٔ او می‌توان به یان کوبلیک، یاروسلاو کوچیان، خوان مانن، مری هال و ییفریم سیمبالیست اشاره نمود.